# Герб Тербунского района
Герб Тербунского района является официальным геральдическим символом Тербунского района Липецкой области. Утвержден решением Тербунского районного Совета депутатов № 37 от 5 мая 2004 года. Также упоминание о гербе есть в статье 5 Устава Тербунского района от 28 ноября 2014 года N 78.
Герб по правилам и канонам является полугласным.

## Описание герба(блазон)
«В червлёном поле Гамаюн, стоящий на колосьях, выходящих слева снизу и дугообразно согнутых и вписанных к правому нижнему углу; под колосьями - поле зеленое. Все фигуры - золотые.»

## Обоснование символики
Основной негеральдической фигурой герба является мифическая птица Гамаюн, присевшая на золотые колосья. Первые поселенцы, прибывшие осваивать земли современного Тербунского района, были выходцами из Смоленщины. Считается, что изображение на гербе птицы Гамаюн — историческая преемственность символики Тербунов от Смоленской земли. 
Главным занятием поселенцев на чернозёме становится сельское хозяйство. Первые тербунцы занимались возделыванием льна. Особое место в экономике Тербунского района занимает выращивание и переработка ячменя.  На тербунской земле находится крупнейшее  предприятие по производству солода в России. Об этом символизируют колосья ячменя. 
Золото символизирует богатство, урожай, стабильность
Зелёный — природу, надежду, здоровье.
Червлёный  цвет символизирует храбрость и мужество. По Тербунскому району в годы Великой Отечественной войны проходила линия обороны, а тербунская земля является родиной 9 Героям Советского Союза. 

## Критика символики района
В липецком областном краеведческом обществе и в тербунском районном научном обществе "Восхождение"  звучит критика символики Тербунского района. На основе архивных данных краевед Александр Елецких выяснил, что Тербуны — это гидроним по реке Тербунеж (позднее Тербунец) и урощичу, по которому протекает река. Тербуны основали не смоленцы, а жители Чернавского и Елецкого уездов, а также люди ливенские и воронежские. 
Александр Елецких называет взятыми из ниоткуда выводы краеведа Голубева А.А., которые приняли за основу при создании герба. С его слов, от Голубева Александра не потребовали фактологических данных о переселении смоленцев. Традиционное занятие поселенцев —теребление льна — также не находит своего подтверждения. Напротив, Александр Елецких нашёл в дореволюционных архивах три подтверждающих источника о существовании села Тербуны, датированных 1631, 1648 и 1664 гг., тогда как Смоленская губерния была образована Петром I в 1708 году. Переселенцы не могли основать село ранее 1708 года. 
К таким же выводам о несоответствии легенды герба историческим данным пришёл краевед, историк и архивист архива Москвы В. Б. Богданов. 